# Cordyceps militaris
Cordyceps militaris es una especie de hongo de la familia Cordycipitaceae y la especie tipo del género Cordyceps. Fue descrita originalmente por Carl Linnaeus en 1753 como Clavaria militaris.

### Características macroscópicas
El hongo se forma de 20 a 50 mm de altura, cuerpos fructíferos en forma de maza y de color naranja / rojo, que crecen a partir de pupas subterráneas muertas. El club está cubierto con el estroma, en el que se insertan los cuerpos frutales reales, los peritecios. La superficie parece haber sufrido una perforación. El tejido fúngico interno es de color blanquecino a naranja pálido.

### Características microscópicas
Las esporas son lisas, hialinas, filiformes largas y, a menudo, septadas. Se descomponen hasta la madurez en subporos de 3-7 μm × 1-1.2 μm. Los asci son largos y cilíndricos. A veces se encuentra un estado anamórfico, que es Isaria . Se forman masas de micelio blanco alrededor del insecto parasitado; sin embargo, estos pueden no ser de la misma especie.

## Ecología y dispersión
Cordyceps militaris es un hongo entomopatógeno, lo que significa que parasitan insectos. Muchos autores lo consideran bastante común, se extiende por todo el hemisferio norte, y los cuerpos fructíferos aparecen en Europa de agosto a noviembre.

## Cultivo y uso

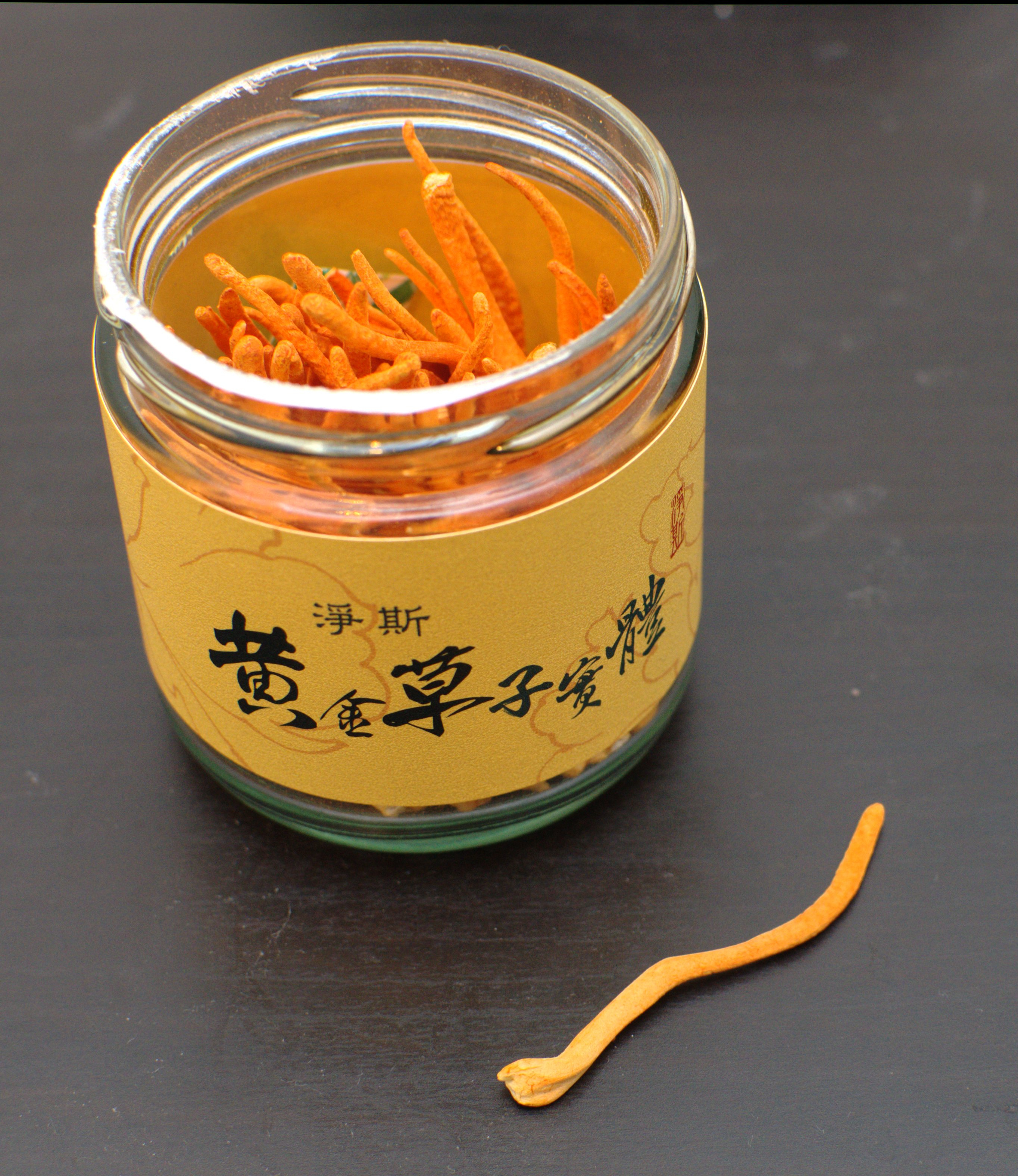
Un frasco de cuerpo fructífero seco de C. militaris.

C. militaris se puede cultivar en una variedad de medios que incluyen pupas de gusanos de seda, arroz o nutrición líquida. Se considera no comestible en fuentes estadounidenses, pero en Asia el cuerpo fructífero se cocina como un hongo en platos como la sopa de pollo.
C. militaris es un potencial portador de bio-metabolitos para medicamentos a base de hierbas y hay evidencias disponibles sobre sus aplicaciones para la revitalización de varios sistemas del cuerpo desde la antigüedad.  En la medicina tradicional china, este hongo puede servir como un sustituto barato de Ophiocordyceps sinensis . Ambos contienen cordicepina.
C. militaris contiene una proteína CMP18 que induce la apoptosis in vitro a través de una vía dependiente de la mitocondria. Se cree que puede resultar tóxico si se ingiere. Cocinar destruye esta proteína.